# Agathe Uwilingiyimana
Agathe Uwilingiyimana (23 mei 1953 – 7 april 1994) was een Rwandees politica. Zij was premier van Rwanda van 18 juli 1993 tot 7 april 1994. Haar regering eindigde na minder dan een jaar, omdat ze werd omgebracht tijdens de eerste fase van de Rwandese Genocide.

## Eerste deel van haar leven
Agathe Uwilingiyimana, van gemengde afkomst (vader Hutu, moeder Tutsi), werd in 1953 geboren in het dorpje Nyaruhengeri, ongeveer 140 kilometer ten zuidoosten van Kigali, de hoofdstad van Rwanda. Haar ouders waren agrariërs. Kort na haar geboorte emigreerde de familie van de grensregio Butare om te gaan werken in Belgisch-Congo. Haar vader liet de familie terugverhuizen naar Butare toen ze vier jaar oud was. Na succesvolle examens werd ze opgeleid aan de Notre Dame des Citeaux-hogeschool en verkreeg het certificaat om humanities te onderwijzen op haar twintigste.
Toen ze dertig was (in 1983) studeerde ze scheikunde aan de Nationale Universiteit van Rwanda. Dit was financieel mogelijk, omdat haar man een baan op het universitair laboratorium had bemachtigd, wat een twee keer zo hoog salaris opleverde als dat van een wiskunde-onderwijzer. Ze haalde haar BSc-titel in 1985 en gaf vier jaar lang scheikunde op academische scholen in Butare. De Rwandese media bekritiseerden haar later om het feit dat ze scheikunde had gestudeerd, omdat werd gedacht dat meisjes geen wetenschap zouden moeten studeren.

## Opkomst tot premier
In 1986 richtte ze een coöperatieve spaar- en kredietsociëteit op onder het personeel van de academische school van Butare en haar opvallende rol in de zelfhulporganisatie bracht haar onder de aandacht van de Kigali-autoriteiten. Deze wilden belangrijke functies laten vervullen door mensen uit het ontevreden zuiden van het land. In 1989 werd ze aangenomen bij het ministerie van Commercie.
Ze werd lid van de Republikeinse en Democratische Beweging (MDR), een partij in de oppositie, in 1992 en vier maanden later werd ze aangewezen als minister van Onderwijs door Dismas Nsengiyaremye, de eerste oppositie-premier van een kabinet van president Juvénal Habyarimana en vijf grote oppositiepartijen.
Op 17 juli 1993, na een ontmoeting met president Habyarimana en alle vijf de oppositiepartijen, werd Agathe Uwilingiyimana de eerste vrouwelijke premier van Rwanda. Ze verving Nsengiyaremye, die haar tot minister van Onderwijs had benoemd en impopulair was bij de andere partijen. Aangezien Uwilingiyimana niet de machtsbasis had van de andere kandidaten en niet geliefd was bij de Habyarima, geloofden de meeste observatoren dat haar aanstelling als eerste minister gebaseerd was op een politieke berekening van de president. Er werd gedacht dat zij de oppositie zou verdelen, waardoor deze beheersbaar werd. Deze verwachting kwam echter niet uit. Op de dag van haar aanstelling, schortte Nsengiyareme haar lidmaatschap van de MDR op. (De MDR was tegen de formatie van een interim-regering zonder de rebellenbeweging RPF.) Als gevolg daarvan ontsloeg Habyarimana haar binnen een maand, maar bleef ze demissionair nog maanden aan.

## Dood
Op woensdagavond 6 april 1994 20:23 werd het vliegtuig van Habyarimana, met daarin ook zijn Burundese ambtgenoot Cyprien Ntaryamira, met twee SAM-16 luchtdoelraketten neergeschoten door onbekenden. Habyarimana kwam hierbij om het leven. Zijn dood leidde tot een explosie van geweld tussen de Hutu's en de Tutsi's, bekend als de Rwandese Genocide. 
In een interview met Radio France in de nacht van 6 april zei ze:

Er wordt geschoten, mensen zijn bang, mensen zijn in hun huizen en liggen op de grond. Wij lijden onder de gevolgen van de dood van het staatshoofd, geloof ik. Wij, de burgers, zijn op geen enkele manier verantwoordelijk voor de dood van ons staatshoofd.

Uwilingiyimana en haar man werden op 7 april om 11:45 door rebellen vermoord, ondanks beveiliging door tien Belgische en vijf Ghanese blauwhelmen. Kapitein Mbaye Diagne bracht haar vier kinderen in veiligheid naar Hôtel des Mille Collines en ze leven in Zwitserland.